# Ludwig Martinelli

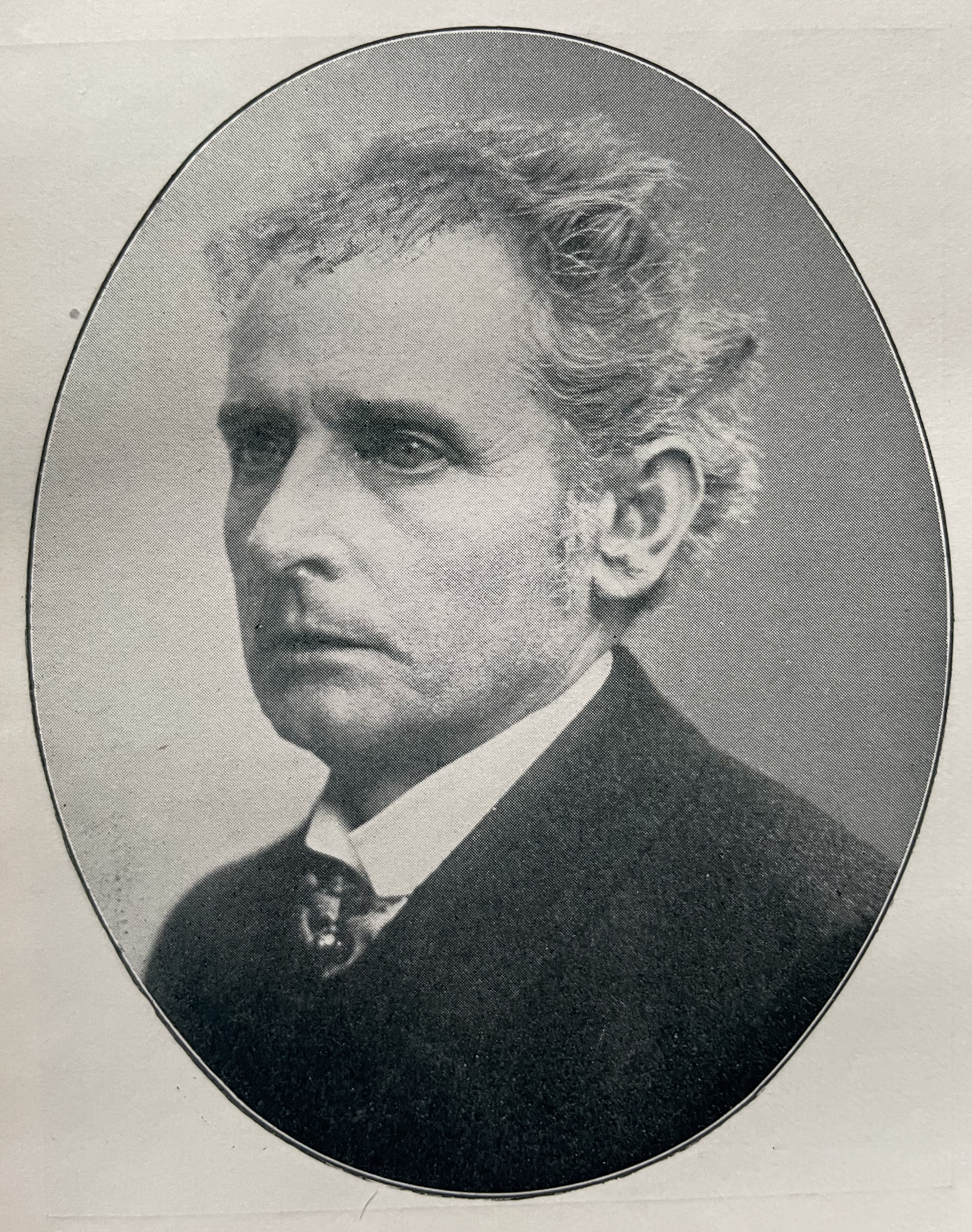
Ludwig Martinelli, um 1907

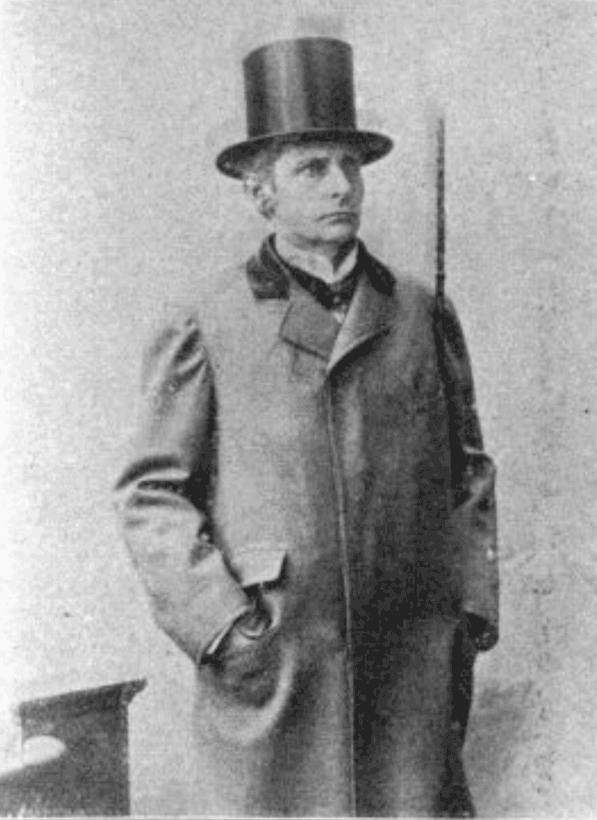
Ludwig Martinelli, fotografiert von Charles Scolik

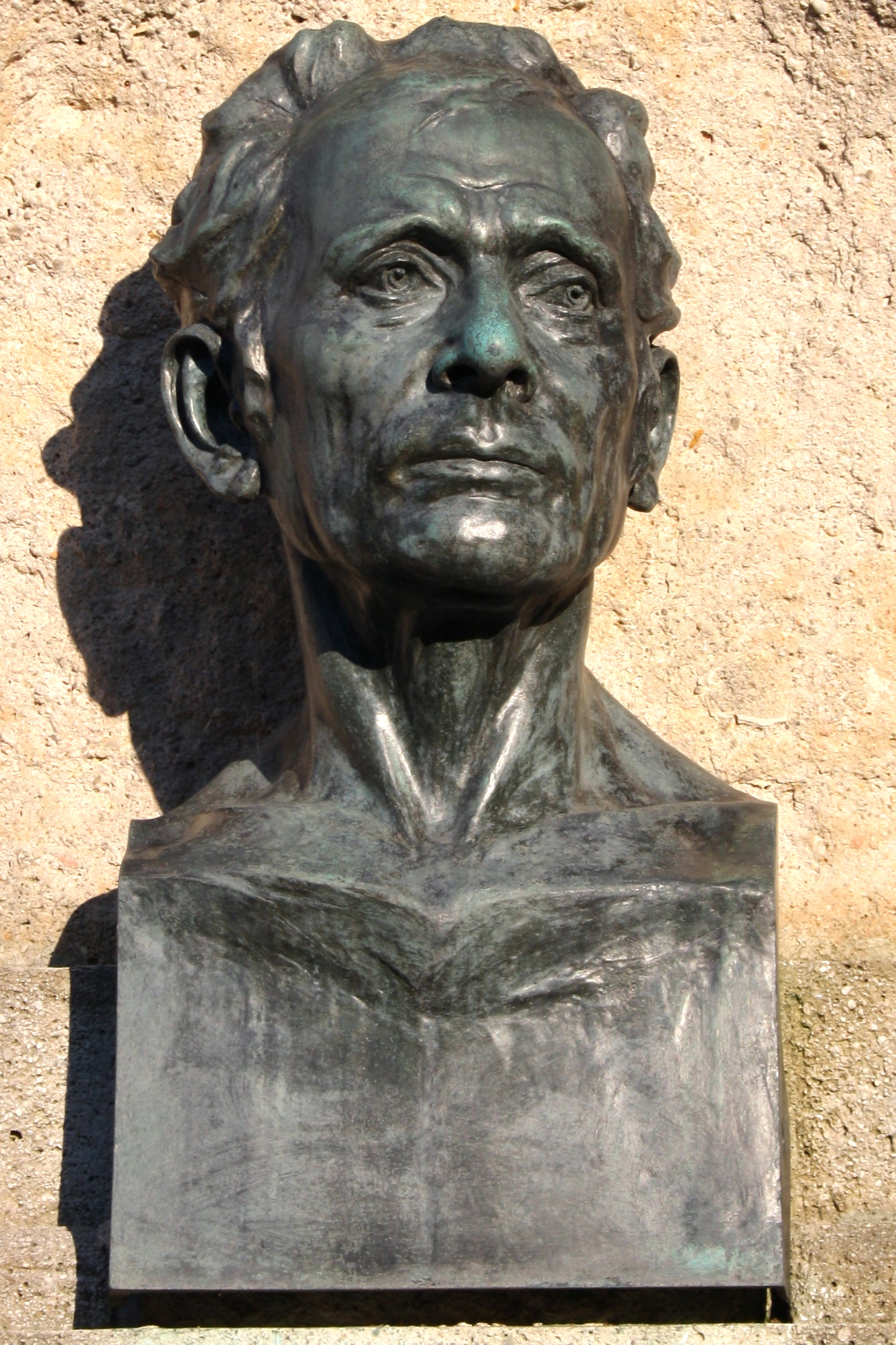
Porträtbüste an Martinellis Grab

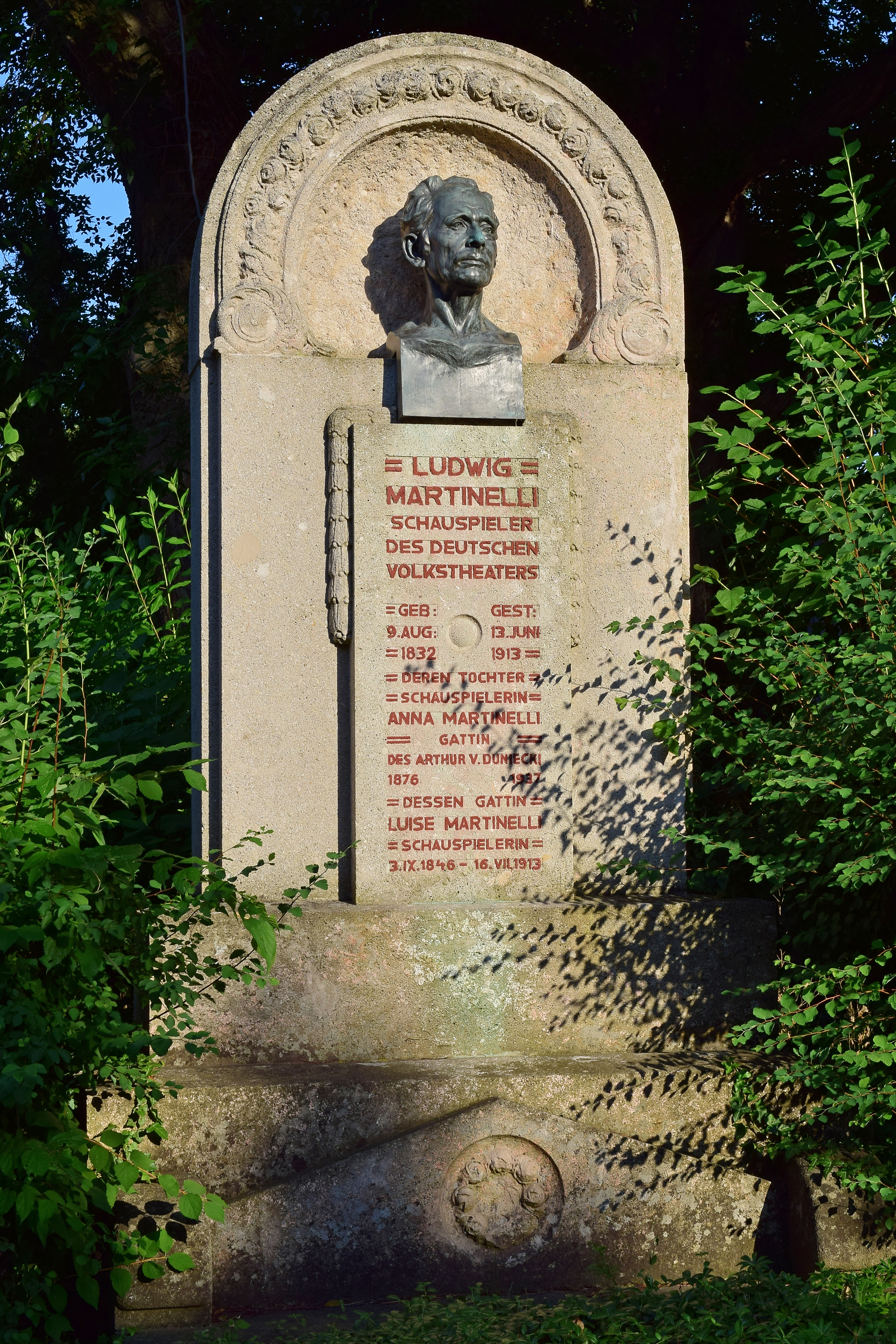
Grabstätte von Ludwig Martinelli

Ludwig Martinelli (* 9. August 1832 in Linz, Oberösterreich; † 13. Juni 1913 in Bad Gleichenberg, Steiermark) war ein österreichischer Schauspieler und Regisseur. 

## Leben

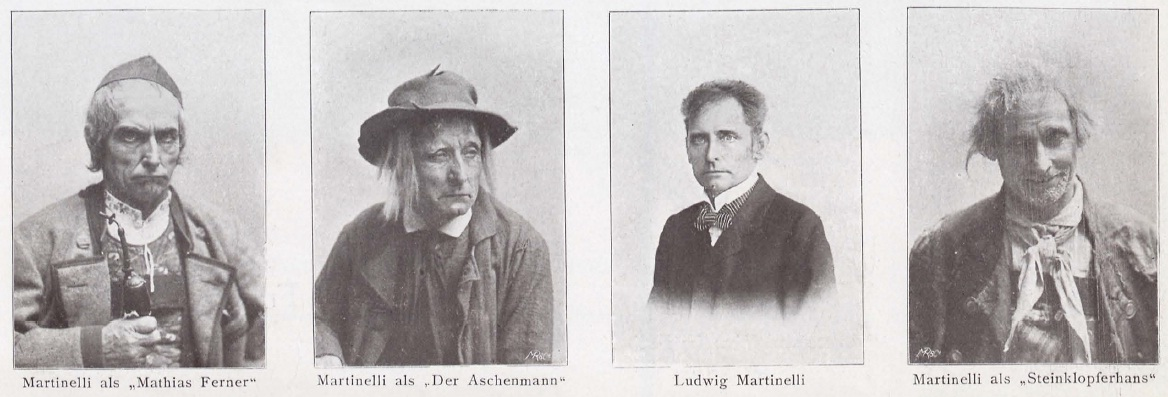
Porträt und Rollenbilder von Ludwig Martinelli.

Martinelli lernte wie sein Vater den Beruf des Dekorationsmalers, u. a. bei Ferdinand Georg Waldmüller, und arbeitete danach im Atelier des Hufburgtheatermalers Moriz Lehmann. Es war einer Wette zu verdanken, dass er erstmals 1856 auf der Bühne in Innsbruck in der Nestroy-Posse „Der Tritschtratsch“ auftrat. In dieser Wette erklärte er, innerhalb von acht Tagen Schauspieler zu werden. Seine erste schauspielerische Darstellung in einem Bühnenstück brachte so großen Erfolg, dass er sich auf die Schauspielkunst konzentrierte. Von 1857 bis 1860 spielte er dann in München im Vorstadttheater in der Au.
Von 1860 bis 1864 arbeitete er als Schauspieler und Oberregisseur am Grand Théatre in Amsterdam, 1864–73 am Grazer Stadttheater. Den künstlerischen Durchbruch erlangte er 1871 in „Der Pfarrer von Kirchfeld“, nach Ludwig Anzengruber, dann von 1873 bis 1876 am Theater an der Wien. Von 1876 bis 1885 war er Mitglied des Deutschen Landestheaters in Prag, danach wirkte er als Oberregisseur am Carltheater in Wien. Von 1889 bis 1908 war Martinelli am Deutschen Volkstheater in Wien engagiert, wo er auch als Regisseur tätig war.
Martinelli war ein vorzüglicher Anzengruber-Darsteller und ein bedeutender Volksschauspieler.
Seine erste Ehefrau war Marie Neufeld, in zweiter Ehe war er mit Louise Seeberger verheiratet. Die aus dieser Ehe stammende Tochter Anna Martinelli (* 1878) wurde ebenfalls Theaterschauspielerin.
Sein Ehrengrab befindet sich auf dem  Wiener Zentralfriedhof (Gruppe 32 A, Nummer 36). Das vom Bildhauer Johann Scherpe geschaffene Grabdenkmal wurde 1916 enthüllt. 1930 wurde die Ludwig-Martinelli-Gasse in Wien-Meidling nach dem Schauspieler benannt.